# Dwór w Zawiszowie
Dwór w Zawiszowie – zabytkowy dwór w Zawiszowie – wsi w Polsce, w województwie dolnośląskim, w powiecie świdnickim, w gminie Świdnica.

## Historia
Obiekt wybudowany  pod koniec XIX w. na planie prostokąta, z dachem czterospadowym jest częścią zespołu  folwarcznego „Keiserhof”, w skład którego wchodzi jeszcze oficyna mieszkalno-gospodarcza z 1823 r.

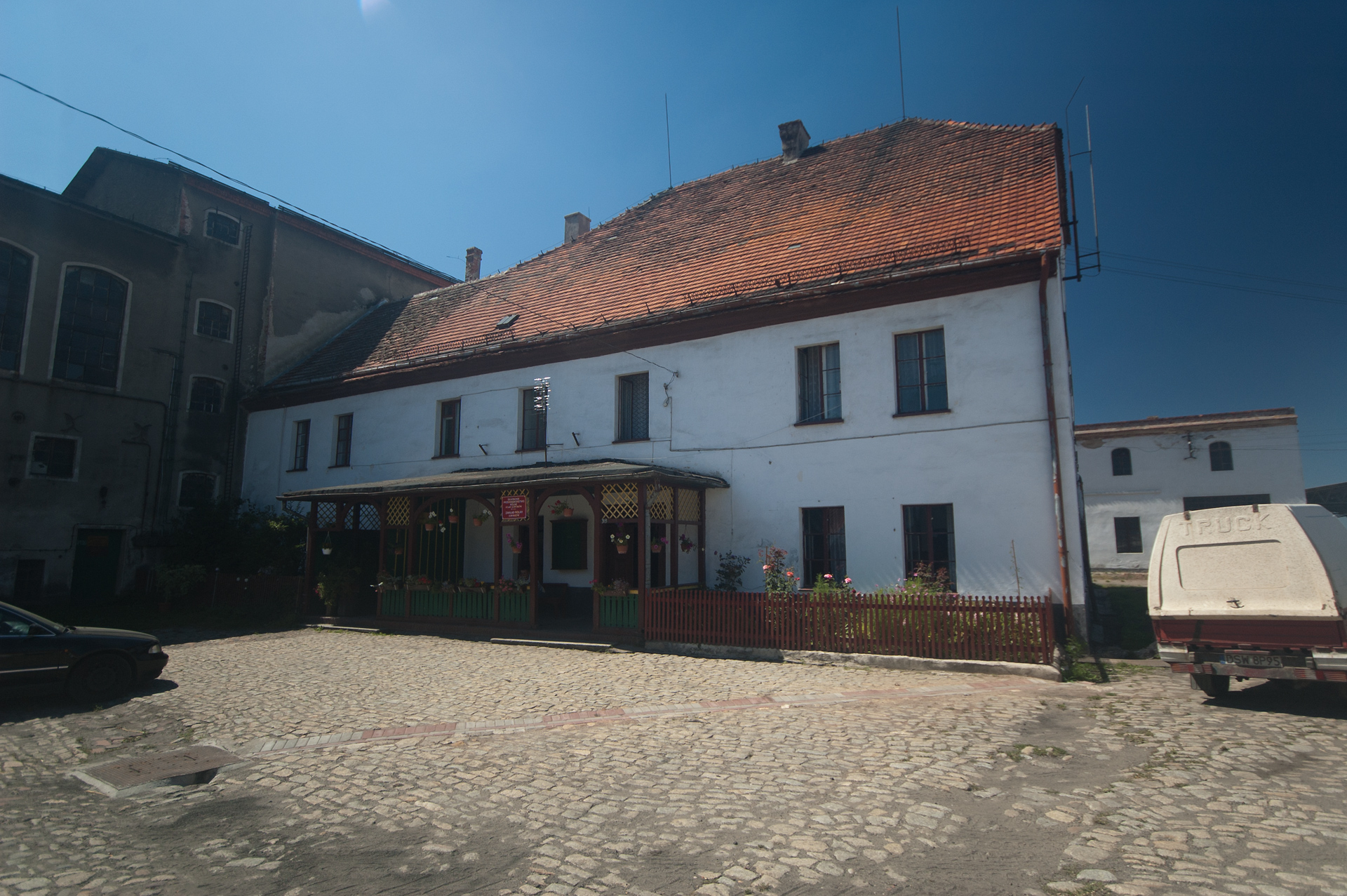
Dworski budynek administracyjny